# W-CDMA
W-CDMA és l'acrónim de Wideband Code Division Multiple Access (en català Accés Múltiple per divisió de codi de banda ampla). És la tecnologia d'accés mòbil en la qual es basa la UMTS (Universal Mobile Telecommunication System), que, a la vegada, és un estàndard europeu de Tercera Generació (3G) per als sistemes sense fils.

## Origen
L'estàndard de W-CDMA es va desenvolupar a través de la Third Generation Partnership (3GPP), la qual vol garantir la interoperabilitat entre diferents xarxes 3G.
L'estàndard es basa en la ETSI d'UMTS i es coneix com a accés de ràdio terrestre d'UMTS, UTRA. La primera versió completa de l'estàndard es va produir a finals de 1999 amb els requisits de les tecnologies IMT-2000 de la Unió Internacional de Telecomunicacions (ITU), entre ells 2 Mbps de velocitat de dades, amb capacitat de velocitat de bits variable, suport de múltiples serveis, diferenciació de QoS i paquets de dades eficients. La versió 5 de març de 2002 contenia una millora de l'operació de dades de paquets d'enllaç descendent, sota el títol HSDPA.
El mètode d'accés per UTRA és el DS-CDMA i utilitza per distribuir la informació una amplada de banda de 5Mhz. Per aquest motiu, com que utilitza un gran amplada de banda, se'l va denominar W-CDMA (Wideband CDMA).

## Funcionament
WCDMA correspon a una tècnica de multiplexació basada en CDMA (Code Division Multiple Acces), emprat en les xarxes 2G i que consisteix en l'assignació d'un codi digital diferent per cada usuari. Aquests codis són compartits per l'emissor i receptor. En el transmissor, el codi es fa servir per a transformar el senyal de l'usuari a un senyal de banda ampla. En el receptor, el codi es fa servir per separar les diferents comunicacions que comparteixen una mateixa portadora. La manera de transformar i de separar el senyal amb codis en l'emissió i recepció respectivament és mitjançant una operació XOR, per això és important que emissor i receptor tinguin els mateixos codis, sinó a la recepció no podríem obtenir el senyal original.
El bits que formen el codi WCDMA reben el nom de chips per diferenciar-los del bits de dades de l'usuari.
És un sistema DS-CDMA (Direct-Sequence Code Division Multiple Acces) és a dir, la informació de l'usuari (bits), són repartits per tot l'amplada de banda, a través de la multiplexació de les dades de l'usuari per una seqüència de chips pseudo-aleatòria.
En realitat l'expansió de l'espectre està compost per 2 tipus de codis, codis de Scrambling i codis de Canalització:
- Scrambling : S'utilitza per separar usuaris en transmissió de pujada i per separar cel·les en transmissió de baixada. En pujada poden ser codis llargs (38400 chips) o curts (256 chips) i en baixada són codis llargs.
- Canalització : S'utilitza per separar els canals físics de dades i senyalització d'una mateixa comunicació. També es fa servir en baixada per separar diferents usuaris dins d'una cel·la. Utilitza codis curts, de 4 - 256 chips (en baixada poden ser fins a 512 chips).

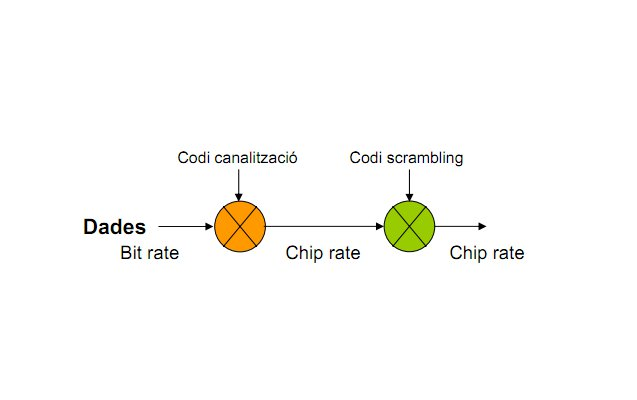
Procés d'aplicació de codis al senyal d'informació

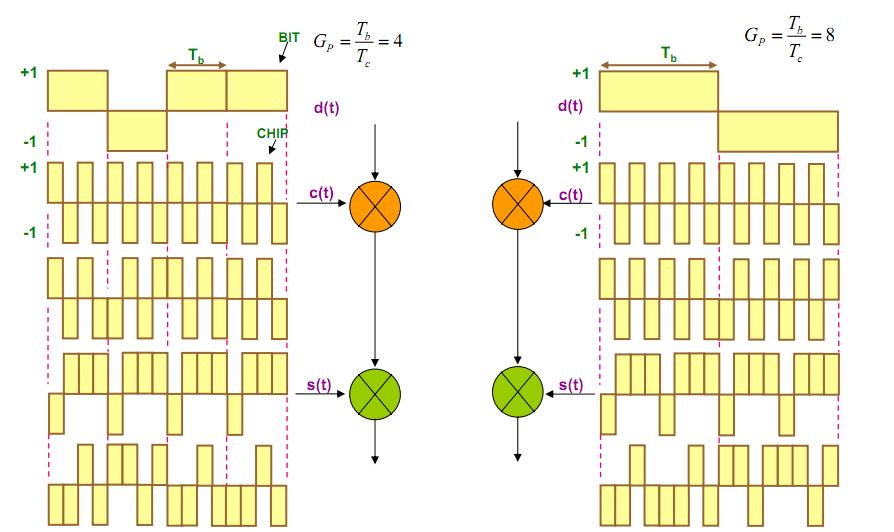
Exemple d'aplicació dels codis al senyal d'informació

### Modes de duplexat
Existeixen dos modes per a WCDMA en UMTS: el FDD (Frequency Division Duplex) i el TDD (Time Division Duplex).
- Mode FDD: S'utilitzen dos bandes aparellades de l'espectre, un de pujada i un de baixada. Cada enllaç utilitza una portadora diferent. Cada transmissió s'identifica per la portadora i pel codi pseudo-aleatori.
- Mode TDD: Cada transmissió s'identifica per la freqüència de la portadora, el codi pseudo-aleatori i un dels 15 intervals de temps d'una trama de 10 ms. S'utilitza una mateixa portadora pels dos enllaços, ascendent i descendent dintre d'una banda desaparellada. Aquest mode es fa servir per aplicacions de tràfic asimètric com pot ser l'accés a Internet.

## Característiques Principals
Aquesta tecnologia està altament optimitzada per a comunicacions d'alta qualitat de veu i comunicacions multimèdia, com poden ser les videoconferències. També és possible accedir a diferents serveis des de només un terminal, com per exemple, poder estar realitzant una videoconferència i al mateix temps una descàrrega d'un arxiu de mida gran.
Pot suportar completament diverses connexions simultànies, com podria ser, una connexió a Internet, una conversa telefònica i una videoconferència.
En aquest sistema s'utilitzen estructures de protocols de xarxa similars a les que utilitza GSM, per tant està capacitada per utilitzar xarxes existents.

### Aplicacions
Aquesta taula mostra alguns dels perfils de servei, la seva velocitat de dades necessària, si es tracta de commutació per circuits o per paquets, i exemples d'aplicació:
| Perfil de Servei       | Velocitat de dades | Mètode de transmissió   | Exemple d'aplicació |
| ---------------------- | ------------------ | ----------------------- | ------------------- |
| Veu                    | 16 kbps            | commutació per circuits | Trucada de veu      |
| Missatge simple        | 14.4 kbps          | commutació per paquets  | SMS, MMS            |
| Multimèdia Interactiva | max 128 kbps       | commutació per paquets  | Videotrucada        |
| Multimèdia Interactiva | max 384 kbps       | commutació per circuits | Jocs on-line        |
| Multimedia             | max 2 Mbps         | commutació per paquets  | Video-Streaming     |

## Aspectes Tècnics
- WCDMA ofereix flexibilitat en els diferents serveis, combinant commutació per paquets y commutació per circuits en el mateix canal amb una mitjana de velocitat entre 8 kbps i 2Mbps.
- Suporta connectivitat IP, permetent accessos més ràpids a Internet. Això perment que treballi amb tecnologia de commutació per paquets.
- Els terminals WCDMA són menys difícils de fabricar, perquè els senyals requereixen molt poc processat.
- Utilitza canals de ràdio amb una amplada de banda de banda de 5 MHz i utilitza molt eficientment l'espectre radioelèctric aconseguint fluxos de dades de fins a 2 Mbps en areas locals i 384 kbps en areas de gran extensió. Molt per sobre dels 9.6 kbps que s'arriben a obtenir amb GSM.

## Avantatges d'ús de WCDMA
Aquests són alguns dels avantatges del WCDMA sobre tecnologies anteriors i altres tipus de xarxes.
- Técnica de paquets IP : Les xarxes basades en WCDMA estan construïdes sota protocols basats en IP. Altres tipus de xarxes necessitarien afegir dispositius costosos que suportessin TCP/IP.
- Seguretat i privacitat : WCDMA està dissenyat amb uns 4,4 trilions de codis pseudo-aleatoris i, per tant, fa que sigui molt difícil capturar i desxifrar el senyal.
- Control de nivell de potència : Amb un control automàtic del guany al terminal i supervisió constant del nivell de senyal-soroll (S/N) i taxes d'error a l'estació base ràdio, els pics en el nivell de potència es regulen ajustant la potència unes 800 vegades per segon. Aquest control té una gran importància en l'ajust automàtic de les cel·les.
- Pèrdues de trucades : Utilitza soft-handorver, d'aquesta manera la transferència de trucada entre cel·les no farà que es perdi la comunicació. Això és degut al fet que 2 o 3 cel·les adjacents estan supervisant la trucada durant tot el temps de connexió.
- Compatibilitat endavant i endarrere : El terminals que funcionen sota WCDMA són compatibles amb altres tipus de CDMA en xarxes més antigues com per exemple xarxes 2G. També és compatible endavant, ja que el terminals de xarxes antigues amb CDMA, només canviant el chip del terminal és suficient, i així s'evita l'adquisició de nous terminals amb l'aparició de nous serveis.
- Qualitat de veu millorada : Esquemes de control y correcció d'errors sofisticats fan que les trames d'informació s'interpretin correctament. Per altra banda, els codificadors de veu (vocoders) codifiquen a altes velocitats i redueixen així el soroll de fons. El soft-handover entre cel·les és un altre factor que augmenta la qualitat de veu en una conversa. El control precís dels nivells de potència assegura que tots els terminals propers al nivell òptim tinguin la qualitat de veu més alta possible.